# Conus blanfordianus
Conus blanfordianus é uma espécie de gastrópode do gênero Conus, pertencente a família Conidae.

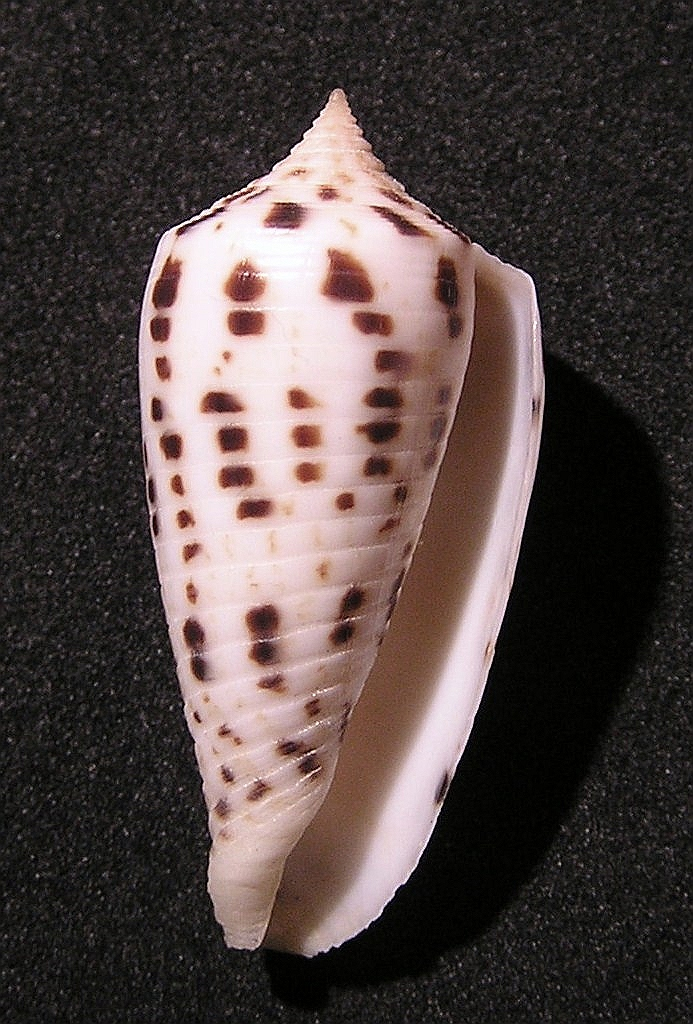